# Wolfgang Schlüter (Archäologe)

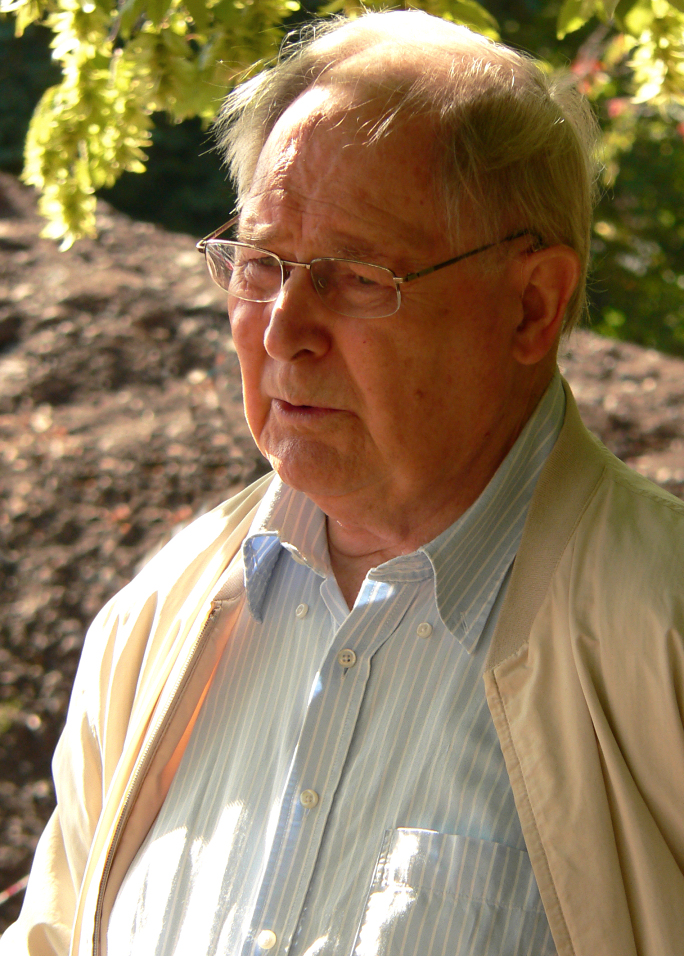
Wolfgang Schlüter, 2016

Wolfgang Schlüter (* 12. November 1937 in Reher bei Hameln) ist ein deutscher Prähistoriker und Fachmann für provinzialrömische Archäologie.

## Werdegang
Schlüter studierte Ur- und Frühgeschichte, Völkerkunde und Deutsche Rechtsgeschichte an der Universität Göttingen, wo er 1973 bei Herbert Jankuhn über die Pipinsburg in Osterode am Harz promovierte. Von 1973 bis 1975 war er beim Dezernat Bodendenkmalpflege des Niedersächsischen Landesverwaltungsamtes in Hannover tätig. Ab 1975 leitete er die Stadt- und Kreisarchäologe in Osnabrück. Von 1989 bis 1998 war er wissenschaftlicher Leiter des archäologischen Forschungsprojektes Archäologische Erforschung der Zeugnisse spätaugusteischer Militäroperationen im Engpass von Kalkriese bei Bramsche, Lkr. Osnabrück.
Schlüter war von 1993 bis zu seiner Emeritierung 2003 Honorarprofessor an der Universität Osnabrück.

## Schriften (Auswahl)
Monographien
- Von der Steinzeit bis zum Mittelalter. Kleine Schriften zur Archäologie Norddeutschlands. (= Osnabrücker Forschungen zu Altertum und Antike-Rezeption. Bd. 6). Bibliopolis, Möhnesee 2003, ISBN 3-933925-38-X.

Herausgeberschaften
- Römer im Osnabrücker Land. Die archäologischen Untersuchungen in der Kalkrieser-Niewedder Senke. (= Schriftenreihe Kulturregion Osnabrück des Landschaftsverbandes Osnabrück e. V. 4). Rasch, Bramsche 1991, ISBN 3-922469-57-4.
- mit Rainer Wiegels: Rom, Germanien und die Ausgrabungen von Kalkriese. Internationaler Kongress der Universität Osnabrück und des Landschaftsverbandes Osnabrücker Land e. V. vom 2. bis 5. September 1996. (= Osnabrücker Forschungen zu Altertum und Antike-Rezeption. Bd. 1 = Kulturregion Osnabrück. Bd. 10). Universitäts-Verlag Rasch, Osnabrück 1999, ISBN 3-932147-25-1.

## Belege
1. ↑  Neue Leitung der Stadt- und Kreisarchäologie Osnabrück. (Memento vom 26. Februar 2019 im Internet Archive). Im Original publiziert auf ak-niedersachsen.de

| Personendaten    | Personendaten                                                               |
| ---------------- | --------------------------------------------------------------------------- |
| NAME             | Schlüter, Wolfgang                                                          |
| KURZBESCHREIBUNG | deutscher Prähistoriker, provinzialrömischer Archäologe und Hochschullehrer |
| GEBURTSDATUM     | 12. November 1937                                                           |
| GEBURTSORT       | Reher bei Hameln                                                            |